# Alojzów (powiat chełmski)
Alojzów – wieś w Polsce położona w województwie lubelskim, w powiecie chełmskim, w gminie Leśniowice.
W latach 1975–1998 miejscowość należała administracyjnie do województwa chełmskiego. 
Wieś jest sołectwem w gminie Leśniowice. Według Narodowego Spisu Powszechnego z roku 2011 wieś liczyła 223 mieszkańców i była piątą co do liczby ludności miejscowością gminy.
Alojzów – wieś w parafii Kumów. We wsi jest kaplica rzymskokatolicka. Nazwa miejscowa Alojzów wywodzi się od nazwy osobowej – imienia Alojzy. Początkowa wieś miała zapis Aloizów. Nazwa ta została nadana wsi od imienia Alojzego Poletyły, syna Wojciecha, właściciela majątku ziemskiego w Wojsławicach w 1790 roku. Ta wieś, wraz z Teresinem początkowo zostały nazwane Majdanem Leszczańskim. Wieś sąsiaduje od południa z Teresinem, od zachodu z szosą Chełm–Wojsławice, wsią Majdan Leśniowski, od północy z lasem wsi Kumów, od wschodu z Kol. Wieś ciągnie się z zachodu na wschód i ma długość około 2 km. 
Wieś ma 592 ha gruntów. W 2000 roku na 73 rodziny zamieszkujące w Alojzowie przypada 41 rodzin wyznania rzymskokatolickiego, 18 rodzin Świadków Jehowy (zbór Alojzów), 12 rodzin wyznania polskokatolickiego i 2 rodziny bezwyznaniowe. Działalność prowadził również Związek Badaczy Biblii w RP. 
Do najważniejszych wydarzeń wsi Alojzów należy zaliczyć:
- budowę budynku sklepu i remizy OSP w 1949,
- elektryfikację wsi w latach 1953-55,
- budowę figur przydrożnych w 1958 roku,
- budowę szosy w 1968 roku,
- budowę i otwarcie nowej świetlicy i remizy OSP w 1978 roku,
- budowę i otwarcie kaplicy rzymskokatolickiej w 1985 roku,
- założenie wodociągów w 1988 roku,
- założenie telefonów w 1993 roku.

Tragiczne wydarzenia:
- pożary pięciu domostw,
- śmierć 8-letniej dziewczynki na tężec po przebiciu nogi gwoździem,
- śmierć dwóch mężczyzn w wypadku samochodowym, przyczyną był alkohol i nadmierna szybkość,
- śmierć ojca pod kołami autobusu kierowanego przez syna,
- tragiczna śmierć dziadka na uroczystości rodzinnej.

Na terenie wsi funkcjonowały organizacje polityczne, społeczne i młodzieżowe, m.in.: PZPR, SL, PSL, ZMW, „WICI”, KGW, OSP, Kółko rolnicze. Obecnie funkcjonuje tylko OSP powołana w 1950 roku. Dzieci uczęszczają do SP w Teresinie, młodzież do PG w Sielcu i do szkół ponadgimnazjalnych w Chełmie. 
Więcej o Alojzowie można się dowiedzieć z książki: Gmina Leśniowce i okolice S. Łopuszyńskiego.
Wierni Kościoła rzymskokatolickiego należą do parafii Nawiedzenia Najświętszej Maryi Panny w Kumowie.